# Marburg Law Review
Die Marburg Law Review (MLR) ist eine im Jahre 2008 in Marburg gegründete juristische Fachzeitschrift in studentischer Verantwortung, nach dem Vorbild der amerikanischen Law Journals, die sich in erster Linie an Studierende der Rechtswissenschaften und Rechtsreferendare an der Philipps-Universität Marburg richtet.

## Organisation

### Verein
Herausgegeben wird die Marburg Law Review von dem gemeinnützigen Verein Marburg Law Review e. V., der eng mit dem Fachbereich Rechtswissenschaft der Philipps-Universität Marburg kooperiert. Neben der Herausgeberschaft der Zeitschrift, veranstaltet der Verein Vorträge an der Philipps-Universität zur Förderung von Forschung und Lehre, sowie Exkursionen zu renommierten Kanzleien.

### Redaktion
Die Redaktion setzt sich aus ordentlichen Studierenden und ehemaligen Studierenden des Fachbereichs zusammen, womit die Zeitschrift ihrem eigenen Anspruch, eine Zeitschrift „für Studierende von Studierenden“ zu sein, gerecht werden möchte. Die studentische Redaktion übernimmt den gesamten Herstellungsprozess von der Beitragsakquise über die Betreuung von Autoren, den Kontakt mit der Druckerei bis hin zur Finanzierung und dem Vertrieb der Zeitschrift. Die Mitarbeit ist bereits ab dem ersten Fachsemester möglich.

### Wissenschaftlicher Beirat
Zur Qualitätssicherung wird das Redaktionsteam von einem wissenschaftlichen Beirat unterstützt, dem sowohl Professoren und Honorarprofessoren des Fachbereichs Rechtswissenschaften der Philipps-Universität Marburg, sowie Wissenschaftler anderer deutscher juristischen Fakultäten angehören. Aktuell sind dies die (Honorar-)Professoren und Professorinnen Ralph Backhaus, Norbert Bernsdorff, Stefanie Bock, Monika Böhm, Hauke Brettel, Johannes Buchheim, Georg Freund, Georgios Gounalakis, Gilbert Gornig, Tobias Helms, Hans-Detlef Horn, Michael Kling, Alexander Koch, Florian Möslein, Sebastian Müller-Franken, Jens Puschke, Dieter Rössner, Markus Roth, Christoph Safferling, Sven Simon, Wolfgang Voit, Edgar Weiler, Johannes Wertenbruch und Constantin Willems.

### Kuratorium
Zudem wird die Redaktion durch ein Kuratorium unterstützt.

## Inhalt und Autoren
In inhaltlicher Hinsicht werden sämtliche relevanten Fächer der staatlichen Pflichtfachprüfung, darüber hinaus aber auch schwerpunktbezogene Materien abgedeckt. Zudem werden in der MLR auch Beiträge zu Materien der am Fachbereich angebotenen Zusatzqualifikationen, Fachausbildungen und weiteren Spezialisierungsmöglichkeiten veröffentlicht.
In der MLR werden neben Fachaufsätzen und Seminararbeiten, auch Entscheidungsanmerkungen, Klausur- und Hausarbeitslösungen, Rezensionen, Erfahrungsberichte und weitere Beiträge mit Bezug zur juristischen Ausbildung und der juristischen Praxis veröffentlicht. In der Zeitschrift veröffentlichen nicht nur Professoren und wissenschaftliche Mitarbeiter von Universitäten, sondern auch Rechtsreferendare und Praktiker zu ausbildungsrelevanten Themen. Darüber hinaus wird Studierenden, die sich durch außergewöhnliche Studienleistungen hervorgetan haben, die Möglichkeit gegeben, Seminar- und Übungsarbeiten zu veröffentlichen oder im Rahmen von Kurzbeiträgen über Praktika oder andere Erfahrungen zu berichten. Teilweise veröffentlichen die Professoren auch gemeinschaftliche Beiträge zusammen mit Studierenden.
Zur Autorenschaft der MLR gehören beispielsweise Nobert Bernsdorff, Richter am Bundessozialgericht a. D.

## Erscheinungsweise und Vertrieb

### Printausgabe
Die erste Printausgabe der Marburg Law Review ist im Mai 2008 zum Preis von 3 Euro erschienen. Die Auflagenhöhe betrug 750 Exemplare. Die letzte Printausgabe erschien im Dezember 2020 in einer Auflagenhöhe von 300 Exemplaren zum Preis von 5 Euro. Die Printausgabe der Zeitschrift hat die ISSN 1866-4415. Der vorgesehene Erscheinungszyklus war ein bis zweimal jährlich. In den Jahren 2013 und 2016 bis 2020 erschien jeweils nur eine Ausgabe.
Der Vertrieb der Zeitschrift erfolgt direkt an der Philipps-Universität Marburg und deutschlandweit über das Internet. Außerdem erhalten sämtliche juristische Fakultäten in Deutschland ein kostenloses Exemplar, ebenso verschiedene Gerichte.

### Onlineausgabe
Seit 2021 erscheint die Marburg Law Review als digitale Onlinezeitschrift, welche über die Website des Vereins kostenlos abrufbar ist. Die erste Onlineausgabe ist im Oktober 2021 erschienen. Die Onlineausgabe der Zeitschrift hat die ISSN 2748-7628. Der vorgesehene Erscheinungszyklus ist ein bis zweimal jährlich.

## Zitierweise und wissenschaftliche Relevanz
Einzelne Beiträge aus der Marburg Law Review werden üblicherweise unter Angabe des Namens des Autors, dem Namen der Zeitschrift oder der Abkürzung „MLR“, dem Erscheinungsjahr der entsprechenden Ausgabe und der ersten Seite des Beitrags zitiert: Ein Beispiel:
- „Simon, MLR 2019, 22“ steht für: Sven Simon, Die Beschwerdebefugnis bei der Identitäts- und Ultra-vires-Kontrolle, in: Marburg Law Review 2019, Seite 22.
- „Effer-Uhe/Mohnert, MLR 2020, 1“ steht für: Daniel Effer-Uhe/Alica Mohnert, Durchblick für Justitia – Die Bedeutung psychologischer Effekte für den juristischen Berufsalltag und das Examen, in: Marburg Law Review 2020, Seite 1.

Die Marburg Law Review wird als Quelle in einigen Lehrbüchern zitiert.